# Степовичка, Леся Нестеровна
Леся Нестеровна Степовичка (Булах; род. 21 мая 1952) — украинская поэтесса, прозаик, переводчик, публицист, модератор и активный участник литературного процесса Приднепровья. Заслуженный работник культуры Украины (2007).

## Биография
Леся Степовичка (Булах Александра Нестеровна) родилась 21 мая 1952 г. в с. Петриковка Царичанского района на Днепропетровщине. Училась в украинской школе-интернате № 5, окончила украинскую школу-интернат № 1 г. Днепропетровска. Работала швеей, разнорабочей на заводе. В 1976 году с отличием окончила романо-германское отделение (стационар) филологического факультета Днепропетровского государственного университета и аспирантуру при кафедре немецкого языка ДГУ. Специальность — филолог-германист. Автор кандидатской диссертации по германистике. Продолжительное время преподавала на кафедре немецкого языка ДГУ и на кафедре иностранных языков Днепропетровского Металлургического институту. Окончила курсы гидов-переводчиков (1998). В 1989—1999 работала переводчиком на Украине, ФРГ, Австрии, Люксембурге, Бельгии. В 1994—1995 годах проживала в Западном Берлине.
Член Национального Союза писателей и Национального Союза журналистов Украины.
В 2002—2012 годах — председатель правления Днепропетровской областной писательской организации НСПУ, член Совета и член Президиума НСПУ (Киев).
С апреля 2012 г. работает заведующей литературной частью Днепропетровской Филармонии.
Автор поэтических книг «Галатея», «П’ємонт — недалеко», «Стоим на звездном сквозняке», «Медитації пташиного крила», публицистического романа-эссе «Rara avis», романа «Брак с бокалом пильзенского пива» (на украинском языке, 2007, на русском языке, 2008), книги поэзии и прозы «Стернею долі», книги прозы «Німці в городі» и др. Перевела на немецкий язык книгу сказок А. Крылова «Кот Василий» («Kater Basilio», 2001). Соавтор сборников «Львов в сердце сичеславцев», «Луны сердца, любовная лирика XX столетия». Стихи переведены на русский язык и иврит, печатались в ЗМИ Австралии, США, Чехии, Израиля.
Произведения С. вошли во Всеукраинские альманахи «Україна — твоя батьківщина», «Калинове серце», «Слово, твоя батьківщина», в книги «Посмішка чорного кота. Збірник. Гобі. Забобони. Анекдоти». (Київ: Ярославів Вал, 2011), "Шість соток на Парнасі. Анекдоти. Рецепти. Про себе. (Київ: Ярославів Вал, 2012), «Курйозіада (Це справді зі мною було). Курйози. Анекдоти. Рецепти.» (Київ: Ярославів Вал, 2012), в поэтическую антологию «Луни серця. Любовна лірика ХХ-го століття», и др.
Автор проекта, глава редакционной коллегии и составитель книги очерков и эссе «Слово о литературе и писателях Приднепровья», Днепропетровск, 2005, ISBN 966-401-001-4, 538 с, илл.
Автор проекта и составитель вместе с Н. Чабаном книги «Шевченкиана Приднепровья», Днепропетровск, 2008,ISBN 978-966-348-146-3, 438 c., илл.
«Тайна Олександра Билінова»(2009), «Микола Сарма-Соколовський. Услонці» (2011).
Составитель (совместно с Александром Ратнером и Николаем Чабаном) книги "«І поліг наш народ, наче скошене жито. Голодомор на Дніпропетровщині 1932—1933 років» Днепропетровск, 2008, ISBN 978-966-348-169-2, 630 с., илл. , совместно с Ириной Прокопенко книги «Сяєво Жар-Птиці. Антологія літератури для дітей та юнацтва Придніпров’я (1883—2012)», Днепропетровск, 2009 (издание первое). Днепропетровск, 2012 (издание второе).
Пишет на украинском, русском и немецком языках.
Печаталась в журналах и альманахах «Літературний Чернігів», «Воля і батьківщина», «Дзвін», «Перехід-IV», «Світ дитини», «Бористен», «Кур’єр Кривбасу», «Січеслав», «Вітчизна», «Ятрань», «Соборність», «Лель», «Носоріг літературний», «Київ», «Море», «Україна», «Золота пектораль», «Березіль», «Буковинський журнал», «Рідний край», в газетах «Літературна Україна», «Кримська світлиця», «Вільна думка», «Литературный Крым».
Основатель (2004) и главный редактор литературно-художественного журнала-ежеквартальника «Січеслав»(2004—2012).
Автор текстов, положенных на музыку композиторами А. Переверзевым, В. Ярцевым, И. Тищенко, В. Бронзей, Н. Серебряной, М. Дяченко, О. Швец-Васиной, Г. Виставною, Ю. Кутеповым и др. Самые известные из них «Гімн українському Тризубу» (муз. А. Переверзева), (муз. В. Ярцева), который имел успех на сценах Львова, Днепропетровска, Киева, Сиднея и «Гімн Дніпропетровщини» (муз. А. Переверзева), (муз. Ю. Кутепова), который исполняют хоровые коллективы Днепропетровщины и Украины.

## Членства
- Член Всеукраинского Женского общества имени Елены Телиги.
- Заместитель председателя Днепропетровской областной организации Всеукраинской ОО Украинско-австрийское общество «Галиция».
- Член Всеукраинской ОО возрождения немцев «Wiedergeburt»
- Член общественной организации «Петриковское землячество».

## Награды и отличия
- Дипломант литературного конкурса им. О. Гончара журнала «Бористен» (номинация «Публіцистика», 1997) и (номинация «Художній переклад», 2001)
- Дипломант Второго Международного книжного Форума в Тернополе (номинация «Лучший политический портрет», 2004)
- Лауреат областных литературных премий им. Ивана Сокульского (номинация «Поезія», 2004), имени Валерьяна Подмогильного (номінація «Проза», 2004), имени Дмитрия Кедрина (номинация «Поэзия», 2008), Всеукраинских премий «Благовест» (номинация «Проза», 2009) и им. В. Короленко (номінация «Лучшая книга в Украине на русском языке», 2009) , Международной премии им. И. Кошеливца (за цикл поэзий «Паломничество», 2010, Израиль)
- Дипломант конкурса «Светоч Приднепровья» в номинации «Лучший деятель культуры Приднепровья-2008»
- Дипломант городского конкурса «Сузір’я муз Дніпропетровська» (номинация «Лучшее издание» за книгу «Сяєво Жар-птиці», 2012)
- Награждена Почетными отличиями Национального Союза писателей Украины (2004, 2008), Министерства культуры и туризма Украины «За достижения в развитии культуры и искусства» (2003), Почетной грамотой и именными часами Киевского городского головы (2003), Благодарностью Президента Украины (2005), медалью Национального горного университета «За заслуги» (2007), Почетной грамотой Министерства культуры и туризма Украины «За значительный личный вклад в создание духовных ценностей и высокое профессиональное мастерство» (2009), Почетной грамотой Председателя Днепропетровского областного совета «За значительный вклад в развитие литературного процесса Приднепровья, высокий профессионализм, активную общественную деятельность и в связи с 75-летием со дня основания Днепропетровской организации Национального Союза писателей Украины» (2009), Почетной грамотой председателя Днепропетровской облгосадминистрации «За плодотворный и честный труд, высокий профессионализм, творческий поиск и инициативу в работе, и в связи с празднованием 20-й годовщины Независимости Украины» (2011), Грамотой председателя управления образования и науки Днепропетровской облгосадминистрации "За плодотворную работу по эстетическому воспитанию подрастающего поколения, активное участие в проведении областных конкурсов юных литераторов «Соборы наших душ» и в связи с 80-летием Днепропетровской области (2012).
- Награждена Грамотой Всеукраинского общества имени Елены Телиги «За активную гражданскую позицию, за самопожертвование во имя Украины» (2006), Грамотой Всеукраинского общества «Просвита» им. Тараса Шевченко "За весомый личный вклад в дело строительства и укрепления Украинской державы и по случаю 140-летия Общества «Просвита», Благодарственным дипломом Лиги украинских меценатов «За высокую гражданскую позицию, воспитание у молодежи чувства патриотизма и любви к родному языку, за помощь в проведении конкурса имени Петра Яцика на Днепропетровщине» (2011), Грамотой НСПУ за весомый личный вклад в литературу, активное участие в общественной жизни и в связи с юбилеем (2012), Медалью Министерства образования, науки и спорта Украины «Знак благодарности НГУ» (2012).
- Заслуженный работник культуры Украины (2007)[1].
- Юбилейная медаль «25 лет независимости Украины» (2016)[2]